# Гайдай Михайло Петрович

Миха́йло Петро́вич Гайда́й (нар. 21 листопада 1878, хутір Даньківка, Чернігівська губернія, Російська імперія — 9 вересня 1965, Київ, Українська РСР, СРСР) — український радянський хоровий диригент, музичний фольклорист, педагог, композитор-аматор, музично-громадський діяч.
Батько співачки Зої Гайдай.

## Біографія
Народився 21 листопада 1878 на хуторі Даньківка, тепер село Чернігівської обл.
Закінчив регентські курси при Херсонському музучилищі (1912). Диригент хору Волинської «Просвіти» (1910) в Житомирі, першої Української хорової капели (1919), Волинської хорової капели (1919–1923), капели «Думка» (1924–1927), Укр. хор. капели ім. М.Леонтовича у Вінниці (1932–1933), Укр. капели в Москві (1928–1930), хору Володимирського собору та студентського хору Київського університету (1935–1939).
З 1920 — наук. співробітник Кабінету муз. етнографії АН УРСР в Києві, 1930-32 — Маріупольського краєзнавчого музею, 1939-42 — Ін-ту фольклору АН УРСР, 1941-49 — зав. відділу муз. фольклору ІМФЕ
АН УРСР. Певний час працював у консерваторії. Зазнав репресій.
3 1914 записав понад 5 тис. нар. пісень, досліджував нар. музику Балкарії, греків Маріупольщини,
укр. робітничих пісень, видав кн. «Зразки народної поліфонії» І-ІП (X., 1928, 1930) та ін.
Автор духовних композицій, пісень і хорів на сл. Т.Шевченка і суч. укр. поетів, обр. нар. (укр., євр.) пісень, музики до драми «Весняна казка» О.Олеся (1922–1924).